# Osiivka, Berșad
Osiivka (în ucraineană Осіївка) este localitatea de reședință a comunei Osiivka din raionul Berșad, regiunea Vinnița, Ucraina.

## Demografie
Componența lingvistică a localității Osiivka
     Ucraineană (98,84%)
     Alte limbi (0,82%)
Conform recensământului din 2001, majoritatea populației localității Osiivka era vorbitoare de ucraineană (98,84%), existând în minoritate și vorbitori de alte limbi.